# Gilbert Pernoud
Gilbert Pernoud, né le 19 janvier 1901 à La Biolle (Savoie) et mort en 1978, est un prêtre catholique français. Résistant, il a aidé de nombreux Juifs et autres fugitifs à passer en Suisse. Il est reconnu Juste parmi les nations en 1987.

## Biographie
Né en 1901 à La Biolle en Savoie, Gilbert Pernoud devient prêtre catholique, ordonné en 1927. Il est affecté au collège Saint-François-de-Sales, à Ville-la-Grand, en Haute-Savoie, comme enseignant de lettres et d'allemand.
Pendant la Seconde Guerre mondiale, avec le père Louis Favre, Raymond Boccard et d'autres prêtres, il profite de la proximité géographique de la Suisse pour y faire passer de nombreux Juifs, ainsi que d'autres personnes inquiétées par les Allemands et par le régime de Vichy. Il donne rendez-vous aux fugitifs et les fait franchir un par un le mur du collège, à l'aide d'une échelle, et les fait passer en Suisse.
Les Allemands investissent l'école le 3 février 1944, arrêtent plusieurs enseignants, les interrogent en les brutalisant. Le père Louis Favre est exécuté, les autres sont relâchés.
Le Père Gilbert Pernoud est décédé en 1978.
L'institut Yad Vashem décerne à Gilbert Pernoud le titre de Juste parmi les nations le 4 juin 1987.